# For Once in My Life (album de Trijntje Oosterhuis)
Pour les articles homonymes, voir For Once In My Life (homonymie).
Albums de Trijntje Oosterhuis
Trijntje Oosterhuis
(2003)
For Once in My Life, sous-titré Songs Of Stevie Wonder Live, est un album-hommage de Trijntje Oosterhuis à l'auteur-compositeur-interprète américain Stevie Wonder, sorti en 1999.

## Listes des pistes
| Ariola 74321 686012 | Ariola 74321 686012                                     | Ariola 74321 686012                                | Ariola 74321 686012 | Ariola 74321 686012 | Ariola 74321 686012 | Ariola 74321 686012 | Ariola 74321 686012 | Ariola 74321 686012 | Ariola 74321 686012 |
| No                  | Titre                                                   | Auteur                                             | Durée               |                     |                     |                     |                     |                     |                     |
| ------------------- | ------------------------------------------------------- | -------------------------------------------------- | ------------------- | ------------------- | ------------------- | ------------------- | ------------------- | ------------------- | ------------------- |
| 1.                  | You Will Know (Radio Edit)                              | Wonder                                             | 0:47                |                     |                     |                     |                     |                     |                     |
| 2.                  | I Wish                                                  | Wonder                                             | 4:00                |                     |                     |                     |                     |                     |                     |
| 3.                  | I Was Made to Love Her (modification du 'Him' en 'Her') | Henry Cosby, Sylvia Moy, Lula Mae Hardaway, Wonder | 2:04                |                     |                     |                     |                     |                     |                     |
| 4.                  | Pastime Paradise                                        | Wonder                                             | 3:48                |                     |                     |                     |                     |                     |                     |
| 5.                  | Don't You Worry 'bout a Thing                           | Wonder                                             | 3:37                |                     |                     |                     |                     |                     |                     |
| 6.                  | Lately                                                  | Wonder                                             | 2:37                |                     |                     |                     |                     |                     |                     |
| 7.                  | Overjoyed                                               | Wonder                                             | 1:30                |                     |                     |                     |                     |                     |                     |
| 8.                  | For Once in My Life                                     | Ron Miller, Orlando Murden                         | 3:17                |                     |                     |                     |                     |                     |                     |
| 9.                  | All I Do                                                | Wonder, Clarence Paul, Morris Broadnax             | 5:01                |                     |                     |                     |                     |                     |                     |
| 10.                 | Higher Ground (version single)                          | Wonder                                             | 5:05                |                     |                     |                     |                     |                     |                     |
| 11.                 | Living for the City (version single)                    | Wonder                                             | 5:01                |                     |                     |                     |                     |                     |                     |
| 12.                 | These Three Words                                       | Wonder                                             | 5:30                |                     |                     |                     |                     |                     |                     |
| 13.                 | Love's In Need Of Love Today                            | Wonder                                             | 4:59                |                     |                     |                     |                     |                     |                     |
| 14.                 | Sir Duke                                                | Wonder                                             | 4:48                |                     |                     |                     |                     |                     |                     |
| 15.                 | Signed, Sealed, Delivered I'm Yours                     | Wonder, Lee Garrett (en), Syreeta Wright, Hardaway | 3:14                |                     |                     |                     |                     |                     |                     |
| 16.                 | Superstition (version single)                           | Wonder                                             | 3:28                |                     |                     |                     |                     |                     |                     |
| 17.                 | Do I Do                                                 | Wonder                                             | 12:38               |                     |                     |                     |                     |                     |                     |
| 18.                 | My Cherie Amour                                         | Henry Cosby, Wonder, Sylvia Moy                    | 4:03                |                     |                     |                     |                     |                     |                     |
| 1:17:31             |                                                         |                                                    |                     |                     |                     |                     |                     |                     |                     |

## Format
L'album sort en disque compact le 29 novembre 1999 chez Ariola Records et en version digitale en 2009.

## Crédits
- Trijntje Oosterhuis : voix
- Michel van Schie : basse
- Cyril Directie (nl) : batterie
- Leendert Haaksma : guitare
- Thomas Bank : claviers
- Anthony Tolsma : percussions
- Peter Lieberom : saxophone ténor
- Jan van Duikeren : trompette
- Berget Lewis (nl), Keith John : chœurs